# روان هونگتینگ
روان هونگتینگ (انگلیسی: Ruan Hongting؛ زادهٔ ۶ اکتبر ۱۹۹۵) بازیکن زن راگبی ۷ نفره اهل چین است. وی در بازی‌های المپیک تابستانی ۲۰۲۰ شرکت کرده‌است.